# 桜井洋子
桜井 洋子（さくらい ようこ、1951年8月9日 - ）は、NHKの元エグゼクティブアナウンサー（局長級）。現在は嘱託職。

## 人物
新潟県上越市出身。新潟県立高田高等学校を経て、1975年に明治大学文学部を卒業後、NHKに入局。女性初の新潟県出身のNHK正職員アナウンサーであった。一貫して東京アナウンス室に勤務し、38歳で管理職（最初はチーフアナウンサー）となった。
1997年部長級チーフアナウンサー、2000年局次長級エグゼクティブアナウンサーとなる。
主に報道・教養番組を担当。2004年10月23日、法事のため郷里・直江津に母親と帰省中、新潟県中越地震に遭遇した。以来、新潟局・東京制作を問わず、地震関連の特別番組の司会を担当するようになっている。地震被災は、桜井自らこれらの番組において自身の体験として明かしている。
ラジオ深夜便を担当した際のエンディングで必ず『それでは皆さん良い週末をお過ごしください』と発言して番組終わらせるのが恒例である。

## 現在の出演番組
- 気象通報（不定期出演）
- 海外安全情報（同上）
- ラジオ深夜便

## 過去の出演番組
報道・情報番組
| 期間               | 期間               | 番組名               | 役職                                                                                     |
| ------------------ | ------------------ | -------------------- | ---------------------------------------------------------------------------------------- |
| 1976年             | 1978年             | こどもニュース       | 月～金曜日担当キャスター ※かつて週末に放送されていた『週刊こどもニュース』とは全く別番組 |
| 1985年4月          | 1986年3月          | 金曜お天気博士       | キャスター                                                                               |
| 1985年4月1989年4月 | 1986年3月1993年3月 | NHKニュース(午後7時) | 週末担当キャスター                                                                       |
| 1986年4月          | 1988年3月          | NHKニュースワイド    | 平日メインキャスター                                                                     |
| 1988年4月          | 1989年3月          | NHKモーニングワイド  | 平日メインキャスター                                                                     |
| 1993年4月          | 1995年3月          | NHKニュース7         | 平日メインキャスター                                                                     |
| 1998年4月          | 2000年3月          | 首都圏いきいきワイド | メインキャスター                                                                         |
| 1998年4月          | 2001年3月          | 首都圏ネットワーク   | メインキャスター                                                                         |
| 2001年4月          | 2007年3月          | たべもの新世紀       | 司会                                                                                     |
| 2003年10月         | 2006年3月          | お元気ですか日本列島 | 火曜日担当キャスター                                                                     |
| 2007年4月          | 2012年3月          | 福祉ネットワーク     | 『ハートをつなごう』進行役                                                               |
| 2015年4月          | 2016年3月          | きょうの健康         | キャスター                                                                               |

インタビュー・ドキュメンタリー・教養・再放送番組
- トップインタビュー（きき手）
- ふるさと自然発見（1993年）
- 日曜美術館（1995年度 - 1996年度）
- 小さな旅 リポーター（1997年度。「シリーズ歳月の旅路」でも2012年5月27日放送分に出演）
- 新潟県中越地震関連各種番組（2004年 - 随時）
- NHK特集「地球大紀行」（※ナレーター担当）
- ダーウィンが来た! 〜生きもの新伝説〜（ナレーター、 - 2008年度）
- NHKアーカイブス（2008年4月から 2015年3月15日・オウム真理教 地下鉄サリン事件 から20年 回まで）
- NHK俳句（2011年4月 - 2015年3月）

## 同期の主なアナウンサー・職員
- 川端義明
- 末田正雄
- 徳田章
- 三宅民夫
- 山下信